# Barrancos (freguesia)
A Freguesia de Barrancos é uma freguesia portuguesa do Município de Barrancos com 168,42 km² de área e 1438 habitantes (censo de 2021), tendo, por isso, uma densidade populacional de 8,5 hab./km².
É a única freguesia do seu município.

## Demografia
A população registada nos censos foi:
| Distribuição da População por Grupos Etários | Distribuição da População por Grupos Etários | Distribuição da População por Grupos Etários | Distribuição da População por Grupos Etários | Distribuição da População por Grupos Etários |
| -------------------------------------------- | -------------------------------------------- | -------------------------------------------- | -------------------------------------------- | -------------------------------------------- |
| Ano                                          | 0-14 Anos                                    | 15-24 Anos                                   | 25-64 Anos                                   | > 65 Anos                                    |
| 2001                                         | 255                                          | 228                                          | 951                                          | 490                                          |
| 2011                                         | 246                                          | 164                                          | 968                                          | 456                                          |
| 2021                                         | 176                                          | 146                                          | 721                                          | 395                                          |